# 劉敞
劉 敞（りゅう しょう、天禧3年（1019年）- 熙寧元年4月8日（1068年5月11日））は、中国北宋の仁宗時期後半と英宗時期に活躍した経学者・歴史学者・政治家（官僚）・文人（文章家）で、当時において無類の博学を誇った。字は原父。私に号して公是先生とも呼ばれた。北宋中期の代表的な士大夫。主として経学者として知られ、宋代経学の新機軸を切り開いた代表的学者の一人。弟の劉攽・子の劉奉世とともに三劉（新喩三劉）と呼ばれた。

## 生涯
臨江軍新喩県荻斜を本貫とする劉氏一族の中、最も著名な人物。
祖父を劉式、父を劉立之に持ち、弟に劉攽、子に劉奉世がいる。祖父の劉式は太宗時期に磨勘公として知られた官僚で、劉氏一族の出世の気運を作った。子の劉立之も5人の兄弟と共に科挙に登台し、劉氏一族の繁栄の基礎固めをした。劉敞は劉立之の三男（兄2人は早世）として生まれ、無類の博学によって当時著名な学者となった。
科挙登台以前に、祖父や父の関係から、既に欧陽脩・梅堯臣といった著名な学者の知遇を得ていた劉敞は、慶暦6年（1046年）に科挙に登台する（本来首席であったが、姻戚関係のある王堯臣が科挙の試験監督に関与していたことから、嫌疑を避けて二番となった）。以後、スピード出世を遂げ、8年後の至和元年（1054年）には知制誥にまで至る。翌年に遼に使いしたが、この時のエピソードはよく知られている。
従来、遼に向かう宋の官僚に対して、遼の臣僚はその版図の大きさを示す為にわざと遠回りをすることがあった。そして劉敞のときにも同じようにわざわざ遠回りをしてみせたのであった。ところが博識を誇る劉敞は遼の地理を熟知しており、遼の官僚に向かって、何故に遠回りをするのかを逆に聞き返した。これには遼の官僚も驚くばかりであった。また遼の人々さえも知らぬ不思議な動物についても、劉敞は躊躇うことなく説明し、遼人を大いに驚かせたと云われている。
遼より帰還後、王堯臣の参知政事就任にともない都の開封より地方に出るが、数カ月で召還された。この折り、嘉祐4年（1059年）の科挙にも関与している。
以後劉敞は七年にわたり知制誥をつとめ、翰林学士候補として期待されながらも、宰相との衝突や自身の病気などのために永興軍路（長安周辺の地区）の知事として地方に留まらざるを得なくなった。仁宗の最末年の嘉祐8年（1063年）、遂に召還され、欧陽脩と宰相韓琦との計らいで翰林学士への昇格が期待されたが、仁宗の崩御によって延期となる。続く英宗からは期待されたようだが、劉敞の病気が重くなり、再び地方へ出ざるを得なくなった。治平3年（1066年）に一旦召還されるも、翌年の神宗即位の年、つまり熙寧元年（1068年）4月8日に官舎にて卒した。享年50。

## 劉敞とその家系
劉敞は家系的に恵まれていた。祖父の劉式は、南唐の遺臣であったため、太祖時期に仕えるために開封に上がり、そこを根拠地とした。しかし南唐の遺臣であることがネックになってか、有能な官僚としての称讃を与えられながらも、それほどの栄達は出来なかった。しかし劉式の妻の陳氏は、夫の死後もその蔵書（墨荘）を守り、五人の子供達に勉学を授けた。これは南宋以後に墨荘劉氏と呼ばれる契機を与えた。
劉式の五人の息子達は、何れも科挙に登台すると同時に、往々にして都の名家との姻戚関係を持ち、劉氏繁栄の基礎を築いた。その中でも劉立之は、欧陽脩や梅堯臣といった当時の著名な学者・文章家と交遊を持ち、有力な人脈を築くことに成功した。
劉立之の子の劉敞と劉攽は、祖父と父の代に築かれた地縁血縁を利用しながらも、自身も科挙に登台し、経学者・文章家・歴史家などといった多様な才能を開花させ、宋代史上有数の士大夫として名を留めることになった。なお劉敞の子の劉奉世が籤書枢密院事にまでのぼったのが最高位であった。
劉敞以後の劉氏一族は余り芳しくなかった。劉奉世は元祐年間最末期には有力政治家として活躍していたが、元祐時代の旧法党勢力を支えていた宣仁太后の崩御によって一挙に形成は不利になる。哲宗親政によって開始された新法を目にした劉奉世は職を辞任するが、哲宗時期に行われた旧法党排除の政争の為、以後政和3年（1113年）に73で卒するまで、地方に押し込められたままであった。
金の進撃による北宋政権の壊滅（靖康の変）を受け、華北に展開していた劉氏一族は再び南方に本拠地を移す。特に本貫地の臨江軍を中心としつつ、撫州や金鶏などにも一族を拡散させる。南宋中頃には、朱熹と交遊したことで著名な劉清之（劉敞の直系ではなく、劉立之の弟の劉立徳の家の出）などが生まれている。ただ全体として、朝廷の高官に名を連ねるような学者は生まれず、現在に至っている。ただ清朝初期には水西（新喩県の地名）付近には劉敞の末裔たちが居住しており、『三劉全集』などを編纂している。またその子孫は今でも新喩県（中華人民共和国になって新余市渝水区と改称）にいるとされる。

## 著作
劉敞は経学者・歴史学者・文学者などの顔があるが、当時に於いて最も名を揚げたのは経学に対してである。特に『七経小伝』は、宋代経学の先駆的役割を果たした書物として当時の人々からも重視された。ただ彼の本領は春秋学にある。彼は『春秋権衡』『春秋意林』『春秋劉氏伝』『春秋説例』『春秋文権』なる五つの書を著し、総合的な春秋研究を行った。これらは宋代春秋学史上、屈指の研究書と目されている。
歴史家としての業績には、弟の劉攽・子の劉奉世とともに編纂した『三劉漢書刊誤』が知られている。これは従来ただ顔師古の注にのみ依拠して読まれていた『漢書』を、全書に渉る綿密な読み込みと、他の史書との総合的な関係から、初めて独自の読みの可能性を示したものである。このような研究は宋代の史学研究に大きい影響を与えたが、直接的にはこの書の増訂をなした呉仁傑の『漢書刊誤補遺』などに受け継がれた。原書は既に佚したが、現在でも明の南監本『漢書』やそれを定本として作られた王先謙『漢書補注』の中に見出すことができる。
文学者としての劉敞の中、最も特徴的なエピソードは、文章を綴るスピードが早かったことである。当直を終える寸前、九人の制書を依頼された劉敞は、たちどころに九つの制書を仕上げたが、どれも文章典雅で、各々に相応しいものであったという。また当時の名文家は、報酬のこともあり、既知未知を問わず墓誌銘や神道碑などの故人の業績を称える文章を書くのを常としたが、劉敞は親族や親しい友人のためにしかそれらを書かなかった。先輩の梅堯臣の死後、貧窮に喘ぐ遺族の為に、梅堯臣の依頼されていた墓誌銘を代筆したことがあったが、依頼主は他人の為に文を書かない劉敞の手に成ったことに、逆に喜んだといわれている。ただ彼の文集（詩や雑文、政治論文などを集めたもの）には『公是集』なるものがあるが、当時はそれほど流通しなかったと云われている。現在のものは、清朝に『永楽大典』から再編集したものである。
他に劉敞の著作として、『公是先生弟子記』（『公是弟子記』）もある。これは当時学者の間で問題となっていたトピックスを問答体で論じたものである。また『南北朝雑記』『極没要緊』などの書もあるが、これらは劉敞の自著であるか否か明らかにし難い。特に後者は偽作と云われている。

## 伝記史料
- 劉攽「故朝散大夫給事中集賢学士権判南京留守御史台劉公行状」（『彭城集』巻35）
- 欧陽脩「集賢院学士劉公墓誌銘」（『欧陽文忠公全集』巻35）
- 脱脱等奉勅撰『宋史』巻319「劉敞伝」
- 王称『東都事略』巻76「劉敞伝」
- 朱熹編『三朝名臣言行録』（巻4・集賢学士劉公敞）
- 張尚英「劉敞年譜」（『宋人年譜叢刊』第4冊、四川大学出版社）